# Палата суконщиков Ипра
Палата суконщиков (нид. Lakenhalle) — одно из крупнейших светских готических сооружений Европы, построенное в XIII веке в городе Ипр. Строительные работы были завершены в 1304 году. 
Семидесятиметровая беффруа была завершена в 1230 году. Вместе с другими бельгийскими и французскими беффруа она внесена в список всемирного наследия ЮНЕСКО под номером ID 943—010.
Палата суконщиков была полностью уничтожена в ходе первой мировой войны и была воссоздана только в 1967 году. В основании здания и сегодня видны камни старой палаты суконщиков.
Сегодня в палате суконщиков расположен музей In Flanders Fields, посвященный событиям Первой мировой войны. Название музея является отсылкой к одноименному стихотворению сражавшегося у Ипра канадского военного врача и поэта Джона Маккрея (1872-1918). В переводе А. Яро первая строфа звучит:
Всюду маки свечами печали горят
На войной опалённых фландрийских полях,
Между мрачных крестов, что рядами стоят,
В тех местах, где недавно закопан наш прах
Эти стихи воодушевили американского профессора Мойну Михаель использовать маки как знак памяти о погибших в первую мировую войну, и шире, знак памяти о погибших воинах вообще. Сегодня эта традиция существует в Великобритании, США, Бельгии.
В беффруа палаты суконщиков находится карильон с 49 колоколами общим весом 11 892 килограмма. Каждую четверть часа карильон исполняет «Het Iepers Tuindaglied», песню семнадцатого века, описывающую осаду Ипра в
1383 году.

## Кошачий парад
Кульминацией традиционного «кошачьего парада» (нидерл. Kattenstoet) в Ипре является сбрасывание кошек с верхнего яруса беффру. Начиная с XII века и вплоть до 1817 года для этих целей использовались настоящие животные. В 1955 году традиция была возобновлена, однако вместо живых кошек стали использоваться плюшевые игрушки.